# 十字架の道 (リスト)
『十字架の道』(じゅうじかのみち、ラテン語: Via Crucis) はフランツ・リストが作曲した混声合唱と、オルガンまたはハーモニウムまたはピアノのための宗教音楽。サール番号はS.53、ラーベ番号はR.534。「十字架の道行きの14留」(フランス語: Les 14 stations de la Croix) の副題が付けられている。リスト自身による、合唱を省いたピアノ用の独奏版 (S.504a、ラーベ番号は存在しない) やオルガン用の独奏版 (S.674a、ラーベ番号は存在しない) が存在する。

## 概要
「十字架の道 (または十字架の道行き)」は、ヨーロッパの多くの教会に古くから見られる絵画で、イエスの受難を14の場面に分けて描いている。「十字架の道」は身廊 (ネーヴ) の壁に絵が飾られていたり (多くの場合は片面に7枚ずつ)  四旬節の期間、教会内に特別に展示されたりしている。
リストの『十字架の道』はこの絵画を音で表現した宗教音楽で、バッハの音楽、特に『マタイ受難曲』を意識して作られた箇所がいくつかある。
伴奏はオルガン版とピアノ版で大体において同じだが、部分的にはかなり異なる個所もある。
グレゴリオ聖歌からの影響が強く、晩年のリストに典型的な単純化され簡潔な旋律や和声と、半音階的で不安定な音楽が特徴的で、中世ヨーロッパの教会音楽、ドイツの古風な音楽、19世紀ドイツ・ロマン派の和声、半音階的で調性感の希薄な音楽が並存するユニークな曲である。
1878年から1879年にかけて作曲されたこの曲には調性感の欠如した曲がいくつも現れるが、第2次ウィーン楽派の無調に比べると『十字架の道』はもっと古典的な手法 (例えば、バッハが一部の曲で使った、あるいはより古くはジェズアルドが使用した半音階による調性感の不安定化) を使っている。しかし、当時存命の作曲家で1879年と言えば、ブラームスは交響曲第2番 (1877年) やヴァイオリン協奏曲 (1878年)、ドヴォルザークはスラブ舞曲第1集 (1878年)、チャイコフスキーが交響曲第4番 (1877-78年) やオペラ『エウゲニー・オネーギン』(1878年)、ブルックナーが交響曲第5番 (1875年-1878年) を書いていた頃、ヴェルディはオペラ『オテロ』を完成させて間もない時期である。マーラーやドビュッシーはまだ学生時代、ツェムリンスキーは音楽学生にすらなっておらず、シェーンベルクに至っては5歳の幼児である。それを考えると、この時期にこれほど調性から外れた作品を書いたリストはきわめて先進的だったと言って過言ではない。

## 作曲の経過
『十字架の道』の完成までにかかった時間はかなり長い。
草稿は、コロッセオの近くにあるサンタ・フランチェスカ・ロマーナ教会にリストが住んでいた1866年に作られたが、本格的に作曲されたのはずっと後の1878年から翌1879年にかけてのことである。
1878年の晩夏、リストはひどいうつ状態に陥り、そこから逃れるためにこの曲を再び作り始めた。主にローマで作曲、1879年のブダペスト滞在中に完成された。

## 曲の構成
全部で15曲からなる。1曲目の「王の御旗」は1種の前奏曲で、続く14曲が伝統的な「十字架の道行き」を音楽的に表現している。
15曲のうち、「イエス、聖母マリアに会う」「キレネのシモン、十字架を背負うイエスを手伝う」「イエス、衣を剥がれる」「イエス、十字架から降ろされる」の4曲には声楽が入らず、オルガン (またはハーモニウム、またはピアノ) のみの演奏である。
1曲目 王の御旗 (ラテン語: Vexilla regis)
アンダンテ・マエストーゾ、ニ短調、2分の3拍子
調性記号はニ短調だが、教会旋法による中世のヒムヌス『王の御旗』を用いているのであまり意味はない。フォルテで、3オクターブのユニゾンによるオルガンの短い前奏のあと、同じくユニゾンの合唱によるヒムヌスが歌われる。この冒頭の3音 (D-F-G) は『十字架の道』の中では十字架を象徴する音型として用いられており、以後移調・転回・変形されて頻繁に現れる。ユニゾンの合唱の後、簡単なオルガンによる後奏と、4声のソロによる演奏で終わる。4声のソロには後半、簡単なオルガンの伴奏がついている。
ヒムヌス『王の御旗』は8節からなっているが、ここで歌われるのは第1節と第3節のみである。使われている歌詞は中世のオリジナルのものではなく、17世紀に改訂された方の歌詞を使っている。
なお、リストはヒムヌス『王の御旗』を『十字架の道』以前に1864年作曲のピアノのための小品『王の旗は先立ち』(ラテン語: Vexilla regis prodeunt) の中で既に利用している。
2曲目 1留:イエス、死刑を宣告される
テンポ指定・調性記号なし、4分の3拍子
フォルティッシモ、3オクターブのユニゾンのオルガンによる劇的な独奏で始まる。音楽のほとんどはオルガン独奏で、最期に短く、無伴奏のバス独唱により、ピラトのモノローグが歌われる。
3曲目 2留:イエス、十字架を背負う
レント、調性記号なし、4分の3拍子
半音階的に動き調性感のまったくないオルガン独奏が続き、途中に無伴奏のバリトン独唱で短く、Ave, ave, crux! と歌われた後、再び半音階的なオルガンの独奏 (メノ・レント、4分の4拍子) になる。
4曲目 3留:イエス、初めて倒れる
レント、調性記号なし、4分の3拍子
テノール合唱とバス合唱によって「イエスは倒れた」と短く歌われた後、2部に分かれたソプラノ合唱とアルト合唱によって無伴奏でヒムヌス「スターバト・マーテル」が静かに歌われる。「スターバト・マーテル」は第1節だけが歌われる
5曲目 4留:イエス、聖母マリアに出会う
レント、調性記号なし、4分の4拍子
オルガン独奏の曲で声楽は入らない。半音階的な動きが多く、調性感はほとんどない。
6曲目 5留:キレネのシモン、十字架を背負うイエスを手伝う
アンダンテ、調性記号なし、2分の3拍子
再び、オルガン独奏の曲。半音階的な動きが多いが、途中変イ長調に転調して一時的に調性感が戻る。しかし、コメプリマ (メノ・レント) になって再度
調性感は希薄になる。
7曲目 6留:聖ヴェロニカ
アンダンテ、調性記号なし、4分の4拍子
「聖ヴェロニカ」では、讃美歌136番「血しおしたたる」(ドイツ語: O Haupt voll Blut und Wunden、バッハの『マタイ受難曲』の中の複数のコラールで利用されたことはよく知られている) が用いられていることと、コラール「血しおしたたる」の少し前にB-A-C-H (変ロ-イ-ハ-ロ) のモティーフが出現することからわかるように、バッハを意識していることが明瞭である。ここで使われているコラールは自身で和声付けしてバッハも使用しているが、『十字架の道』での和声はリスト自身によるもので、バッハによる和声付けは使われていない。
8曲目 7留:イエス、再び倒れる
速度指定・調性記号なし、4分の3拍子
移調されているが、3留と同じ音楽。
9曲目 8留:エルサレムの女たち、イエスのために涙を流す
アンダンテ・マ・ポコ・モッソ、 調性記号なし、4分の4拍子
半音階的に動くオルガン独奏のあと、バリトン独唱を挟んで、再び冒頭の音楽がオルガンに現れる。最後に、アレグロ・マルツィアーレ 4分の4拍子に変わり、トランペットを模したオルガンによるフォルティッシモのファンファーレが演奏されて終わる。この部分には、オルガンのレジストレーションに関して曲中で唯一指示があり、Tromp  と指定されている。
前半のオルガン独奏の箇所では、ごく1部が用いられているだけだが、楽劇『トリスタンとイゾルデ』の第1幕への前奏曲と同じ旋律が部分的に表れる。
10曲目 9留:イエス、三たび倒れる
レント、ニ短調、4分の3拍子
移調されているが、3留と同じ音楽である。
11曲目 10留:イエス、衣を剥がれる
レント、ヘ短調、4分の4拍子
オルガン独奏による。ほとんど常に半音階的に動いており、調性感はほぼない。
12曲目 11留:イエス、十字架にはりつけられる
アンダンテ、調性記号なし、4分の4拍子
テノール合唱とバス合唱がフォルテで「十字架にはりつけよ」とひたすら繰り返す。
13曲目 12留:イエス、十字架上で死す
速度指示・調性記号なし、4分の4拍子
バリトン独唱による、マタイによる福音書27章46節にある「エリ、エリ、ラマ、サバクタニ」で曲は始まる。これはイエスの最期の言葉だが、その直後にはオルガンに十字架の動機が現れる。
この後、オルガン独奏による大規模な幻想曲が展開される。この部分は十字架の音型を基本動機としている。
曲の最後には、ルター派のコラール「いつの日かわれ去り逝くとき」(ドイツ語: Wenn ich einmal soll scheiden、バッハの『マタイ受難曲』で、イエスの最期の言葉がレチタティーヴォで歌われた後に現れるコラール) が混声合唱で歌われる。
14曲目 13留:イエス、十字架から降ろされる
アンダンテ・モデラート、ニ短調、4分の3拍子
オルガン独奏。変形されているが、ヒムヌス「スターバト・マーテル」や4留の聖母マリアの音楽が引用されている。聖母マリアに関係する音楽が現れるのは、ピエタの慣習によって、この場面ではイエスが聖母マリアの腕の中に抱きかかえられているシーンとして描かれているからである。
15曲目 14留:イエス、墓に安置される
アンダンテ、ニ短調、2分の3拍子
冒頭の「王の御旗」の音楽で始まる。歌詞は別物に、音楽もやや明るく穏やかな調子に変えられており、形式も一種のアンティフォナに変わっている。メゾ・ソプラノの独唱が「王の御旗」の旋律の一部を歌ったあと、同じ旋律を合唱が繰り返し、最後まで「王の御旗」を歌い終わると、続いて、オルガンで聖母マリアの音楽がニ長調で再現される。その間、合唱はゆっくりとAve, ave, crux! を繰り返す。
最期に、ピアニッシモでオルガンの低音に十字架の音型が現れて曲を終える。

## 編成
- 混声合唱 (部分的に独唱)
- オルガンまたはハーモニウムまたはピアノ

聖金曜日に戸外で演奏することを想定して作曲されているためオルガンかハーモニウムを伴奏にしている。ただし、祈りのために室内で演奏することも許しており、その場合はピアノでもよい。

## テクスト
テクストは、結局は結婚できなかったがリストの長年の事実上の伴侶だったヴィトゲンシュタイン侯爵夫人が選んだもの。ヒムヌス『王の御旗』と『スターバト・マーテル』の他、主として歌詞にはラテン語が用いられているが、「聖ヴェロニカ」と「イエス、十字架上で死す」の1部ではドイツ語を用いている。歌詞の一部は、新約聖書のマタイによる福音書とルカによる福音書から採られている。

## 初演
リストの存命中には演奏されず、作曲されてから半世紀たった1929年の聖金曜日にブダペストで初演された。初演はArtur Harmat (リスト音楽院教会音楽科教授) の指揮による。

## 出版
リストはレーゲンスブルクのプステット社から楽譜を出版しようとしたが、曲が独創的過ぎて売れそうもないとの理由で拒絶され、リストの存命中には出版されなかった。その後、ブライトコプフ・ウント・ヘルテル社から出版された旧リスト全集の第5シリーズ第7巻に収録、1936年に出版された。リストの旧全集が『十字架の道』の初出版である。
1936年現在で、自筆譜はブダペストのハンガリー国立博物館内のセーチェーニ図書館 (後の国立セーチェーニ図書館) に収蔵されていたことがわかっている。

## 演奏時間
演奏によって幅があるが、約39-43分程度

## 録音

### オルガン伴奏による演奏
- Liszt Choral Works Ⅲ. Via Crucis Inno a Maria Vergine, フンガロトン（英語版） LPX 11575, Budapest Choir・Miklós Szabó (指揮), 1971年 (LP録音・未CD化、フランス・ディスク大賞グランプリ受賞)
- ハイペリオン CDA67199、コリドン・シンガース、マシュー・ベスト (指揮)、トーマス・トロッター (オルガン)、2000年録音

### ピアノ伴奏による演奏
- Liszt Via Crucis, Philips 416 649-2、ラインベルト・デ・レーウ（英語版） (指揮・ピアノ)、オランダ室内合唱団（英語版）、1984年録音
- Franz Liszt Via Crucis, Salve Regina, Vater Unser, Ave Verum Corpus, Alpha Classics ALPHA 390, ラインベルト・デ=レーウ (指揮・ピアノ)、コレギウム・ヴォカーレ・ゲント（英語版）
- 『フランツ・リスト Via Crucis、アルヴォ・ペルト 宗教合唱作品』Ondine ODE 1337-2、2019年、Kaspars Putniņš (指揮)、エストニア・フィルハーモニック室内合唱団、Kalle Randalu (ピアノ)

### ピアノ編曲版
- リスト ピアノ作品全集 第8巻、ハイペリオン、レスリー・ハワード (ピアノ) (世界初録音)

### 注
1. ↑  より正確に言うと、オルガン伴奏版がS.53、ピアノ伴奏版がS.53a[1]。
2. ↑  リストの自筆譜のタイトルは、正確には「Via crucis. Les 14 Stations de la Croix: pour Choeur, Soli, avec accompagnement d'orgue (ou Pianoforte) composées par F.Liszt」である[3]。
3. ↑  1878年の夏、エステ荘で完成と書く資料もあるが[6]、リストの旧全集では、1878年の9月から10月にかけてエステ荘で作曲されたが、最終的には1879年にブダペストで完成したらしい、と書かれている。厳密な完成時期は今一つはっきりしないが、リストによる校正の手が入った筆写譜 (合唱版、ピアノ独奏版、オルガン独奏版の3種) には、リストの自筆で「F.リスト '79年2月26日 ブダペスト」の書き込みがある[3][6]。リストの新全集を公刊中のエディツィオ・ムジカ・ブダペストでは、1879年2月26日にブダペストで完成、としている[8]。
4. ↑  サール番号はS.185、オーケストラ編曲版はS.355
5. ↑  オルガンのストップに関する指定のこと。
6. ↑  トランペット。リード管の種類の1つ
7. ↑  33巻まで出版したところで途絶してしまい、不完全な全集にしかならなかった[10]。